# Spiceworld (Album)
Spiceworld ist das zweite Musikalbum der britischen Popgruppe Spice Girls und wurde am 3. November 1997 veröffentlicht. Das Album wurde ein weltweiter Hit und verlängerte die so genannte Spicemania. Das Album konnte drei Top-20-Singles in den USA, vier Top-2-Singles (davon drei Nr.-1-Singles) in England und fünf Nr.-1-Singles in Asien platzieren. Die Verkäufe des Albums wurden unterstützt durch den gleichnamigen Film (Spiceworld – Der Film).

## Hintergrund

### Albuminformationen
Im Oktober 1997 erschien die vorab veröffentlichte Single Spice Up Your Life und bescherte der Band ihren fünften Nummer-1-Hit. Einen Monat später erschien das Album Spiceworld. Weltweit verkaufte sich das Album 18 Millionen Mal, davon 1,9 Millionen Mal in England.
Unterstützt wurden die Albumverkäufe durch den gleichnamigen Film Spiceworld – Der Film und der gleichnamigen Welttour.
Aufgenommen wurde das Album zwischen September 1996 und April 1997. Dies geschah parallel zu den Filmarbeiten. Hierzu hatte die Band ein mobiles, voll ausgestattetes Tonstudio, welches mit dem Filmteam von einem Ort zum nächsten zog. Wie beim Vorgänger waren die Spice Girls bei allen Songs sowohl am Text als auch an der Musik beteiligt. So wurde das Album laut Geri "zu einer Art Reflexion unserer Filmerfahrungen". Nach den Dreharbeiten wurden die Studioaufnahmen im Abbey-Road-Studio fortgesetzt, in dem zuvor schon die Beatles und Oasis aufgenommen hatten.
Der Aufbau des Albums orientierte sich stark am Vorgänger Spice. So bestand das Album wieder aus 10 Titeln. Die Girls präsentieren sich erneut in den Buchstaben des Wortes "SPICE" jeweils im Sinne der Spitznamen, die ihnen vom Top of the Pop Magazine gegeben wurden. Auf der einen Seite des Booklets befinden sich wie zuvor Spice-Parolen wie I´m a girl, I can do it. Dynamite Diva, Choose life, choose Spice u. a., während sich auf der gegenüberliegenden Seite die Liedtexte befinden.

Zudem konnten die Fans wieder per Post Spice-Girls-Souvenirs wie eine Polaroidkamera, Uhren, Tassen oder T-Shirts erwerben.

### Kritik und Rezeption
„Kaum eine zweite Gruppe wird im Moment so konsequent vermarktet wie die britischen Spice Girls. Kein Gesamtkunstwerk, sondern ein knallhart kalkuliertes Produkt. Also nicht wert, in einer ernsthaften Kritik berücksichtigt zu werden? Doch, doch. Denn "Spiceworld" bietet gut gemachte Popmusik, die kaum einen traditionellen wie aktuellen Stil und Sound ausläßt: Mal Tamla Motown, mal Funk, hier grüßt der Zuckerhut, da Philadelphia. Moderner Rhythm&Blues, Ballade und Girliehymnen runden das Angebot hin zu einer auch textlich witzigen BigBand-Nummer ab. Gutes, professionelles Entertainment und positive vibrations satt. Die Spice Girls sind dabei erwachsen geworden, haben aber ihren Charme nicht verloren. Gut gemachte Popmusik, die trotz Betonung auf gemacht charmant daherkommt.“

„Spiceworld is a better record than its predecessor, boasting a more consistent (and catchier) set of songs and an intoxicating sense of fun. Instead of merely rewriting Spice, Spiceworld consolidates and expands the group's style, adding Latin flourishes ("Spice Up Your Life"), kitschy blues ("The Lady Is a Vamp"), and stomping, neo-Motown blue-eyed soul in the vein of Culture Club ("Stop"). The girls -- Mel C. in particular -- are actually turning into good vocalists, and each song plays to their strengths, giving each Spice a chance to shine. Best of all, each song has a strong melody and a strong, solid beat, whether it's a ballad or a dance number. It's a pure, unadulterated guilty pleasure and some of the best manufactured mainstream dance-pop of the late '90s.“

## Titelliste
| #   | Titel                           | Spiel- dauer |
| --- | ------------------------------- | ------------ |
| 1.  | Spice Up Your Life              | 2:53         |
| 2.  | Stop                            | 3:24         |
| 3.  | Too Much                        | 4:31         |
| 4.  | Saturday Night Divas            | 4:25         |
| 5.  | Never Give Up on the Good Times | 4:30         |
| 6.  | Move Over                       | 2:46         |
| 7.  | Do It                           | 4:04         |
| 8.  | Denying                         | 3:46         |
| 9.  | Viva Forever                    | 5:09         |
| 10. | The Lady Is a Vamp              | 3:09         |

Die japanische Version des Albums beinhaltet Step to Me als Bonus-Track. Es wurde zwischen Move Over und Do It platziert. In Deutschland wurde der Song nur auf einer exklusiven CD von Pepsi im Juli 1997 veröffentlicht. Um diese noch zusätzlich vier Remixe enthaltene CD zu erhalten, mussten Fans 20 Dosen-Verschlüsse einsenden.

## Kommerzieller Erfolg

### Chartplatzierungen

#### Album
| ChartsChartplatzierungen       | Höchstplatzierung | Wochen |
| ------------------------------ | ----------------- | ------ |
| Deutschland (GfK)              | 4 (44 Wo.)        | 44     |
| Österreich (Ö3)                | 1 (40 Wo.)        | 40     |
| Schweiz (IFPI)                 | 2 (31 Wo.)        | 31     |
| Vereinigte Staaten (Billboard) | 3 (74 Wo.)        | 74     |
| Vereinigtes Königreich (OCC)   | 1 (67 Wo.)        | 67     |

| ChartsJahrescharts (1997)    | Platzierung |
| ---------------------------- | ----------- |
| Deutschland (GfK)            | 83          |
| Vereinigtes Königreich (OCC) | 4           |

| ChartsJahrescharts (1998)    | Platzierung |
| ---------------------------- | ----------- |
| Deutschland (GfK)            | 29          |
| Österreich (Ö3)              | 14          |
| Schweiz (IFPI)               | 22          |
| Vereinigtes Königreich (OCC) | 27          |

#### Singles
| Jahr | Titel              | Höchstplatzierung, Gesamtwochen, AuszeichnungChartplatzierungen (Jahr, Titel, , Platzierungen, Wochen, Auszeichnungen, Anmerkungen) | Höchstplatzierung, Gesamtwochen, AuszeichnungChartplatzierungen (Jahr, Titel, , Platzierungen, Wochen, Auszeichnungen, Anmerkungen) | Höchstplatzierung, Gesamtwochen, AuszeichnungChartplatzierungen (Jahr, Titel, , Platzierungen, Wochen, Auszeichnungen, Anmerkungen) | Höchstplatzierung, Gesamtwochen, AuszeichnungChartplatzierungen (Jahr, Titel, , Platzierungen, Wochen, Auszeichnungen, Anmerkungen) | Höchstplatzierung, Gesamtwochen, AuszeichnungChartplatzierungen (Jahr, Titel, , Platzierungen, Wochen, Auszeichnungen, Anmerkungen) | Anmerkungen                                                  |
| Jahr | Titel              | DE | AT | CH | UK | US | Anmerkungen                                                  |
| ---- | ------------------ | --- | --- | --- | --- | --- | ------------------------------------------------------------ |
| 1997 | Spice Up Your Life | DE14 (12 Wo.)DE | AT12 (12 Wo.)AT | CH5 (15 Wo.)CH | UK1 (15 Wo.)UK | US18 (20 Wo.)US | Erstveröffentlichung: 13. Oktober 1997 Verkäufe: + 2.160.000 |
| 1997 | Too Much           | DE21 (12 Wo.)DE | AT15 (12 Wo.)AT | CH18 (12 Wo.)CH | UK1 (15 Wo.)UK | US9 (19 Wo.)US | Erstveröffentlichung: 15. Dezember 1997 Verkäufe: + 765.000  |
| 1998 | Stop               | DE35 (9 Wo.)DE | AT12 (12 Wo.)AT | CH20 (12 Wo.)CH | UK2 (18 Wo.)UK | US16 (19 Wo.)US | Erstveröffentlichung: 9. März 1998 Verkäufe: + 961.000       |
| 1998 | Viva Forever       | DE4 (22 Wo.)DE | AT4 (15 Wo.)AT | CH3 (22 Wo.)CH | UK1 (13 Wo.)UK | — | Erstveröffentlichung: 20. Juli 1998 Verkäufe: + 1.318.000    |

### Auszeichnungen für Musikverkäufe
In Deutschland wurde das Album mit Platin ausgezeichnet. 
| Land/Region                  | Auszeichnungen für Musikverkäufe (Land/Region, Auszeichnung, Verkäufe) | Verkäufe    |
| ---------------------------- | ---------------------------------------------------------------------- | ----------- |
| Australien (ARIA)            | 6× Platin                                                              | 420.000     |
| Belgien (BRMA)               | 2× Platin                                                              | (100.000)   |
| Brasilien (PMB)              | Platin                                                                 | 250.000     |
| Deutschland (BVMI)           | Platin                                                                 | (500.000)   |
| Europa (IFPI)                | 5× Platin                                                              | 5.000.000   |
| Finnland (IFPI)              | 2× Platin                                                              | (92.178)    |
| Frankreich (SNEP)            | 2× Platin                                                              | (600.000)   |
| Hongkong (IFPI/HKRIA)        | Platin                                                                 | 20.000      |
| Japan (RIAJ)                 | 2× Platin                                                              | 400.000     |
| Kanada (MC)                  | Diamant                                                                | 1.000.000   |
| Mexiko (AMPROFON)            | Gold                                                                   | 100.000     |
| Neuseeland (RMNZ)            | 6× Platin                                                              | 90.000      |
| Niederlande (NVPI)           | Platin                                                                 | (100.000)   |
| Norwegen (IFPI)              | Platin                                                                 | (40.000)    |
| Österreich (IFPI)            | Platin                                                                 | (50.000)    |
| Polen (ZPAV)                 | 2× Platin                                                              | (200.000)   |
| Schweden (IFPI)              | 2× Platin                                                              | (160.000)   |
| Schweiz (IFPI)               | 2× Platin                                                              | (100.000)   |
| Spanien (Promusicae)         | 2× Platin                                                              | (200.000)   |
| Vereinigte Staaten (RIAA)    | 4× Platin                                                              | 4.000.000   |
| Vereinigtes Königreich (BPI) | 5× Platin                                                              | (1.600.000) |
| Insgesamt                    | 1× Gold · 48× Platin · 1× Diamant ·                                    | 10.280.000  |

Hauptartikel: Spice Girls/Auszeichnungen für Musikverkäufe